# 細川持春
細川 持春（ほそかわ もちはる）は、室町時代前期から中期にかけての武将・歌人。備中国浅口郡、伊予国宇摩郡分郡守護。細川野州家2代当主。

## 生涯
細川満国の子として誕生。父の跡を受け、伊予宇摩郡守護となる。しかし同郡の国人は持春に心服していなかったらしく、永享3年（1431年）9月、6代将軍・足利義教に対し、宇摩郡に逃げた国人2名の討伐を申し出、許可を得て出陣の準備をしている（『満済准后日記』による）。嘉吉の乱に遭遇した際には、その場に踏みとどまり奮戦したものの片腕を切り落とされる重傷を負う。
足利義政の御供衆であったとされる。
よく和歌を詠み、その作品は『新続古今和歌集』にも収められている。寛正7年（1466年）2月10日没。享年67。

## 系譜
- 父：細川満国
- 母：不詳
- 室：不詳
  - 男子：細川教春
  - 男子：細川政国（1428-1495） - 細川持賢の養子
  - 男子：細川賢春

子・政国は、典厩家初代細川持賢の養子となり、典厩家（摂津分郡守護）を継いでいる。また教春の子孫には、高国、稙国、晴国、通薫等がいる。